# Een stadspoort in Leerdam
Een stadspoort in Leerdam is een olieverfschilderij van de Nederlandse kunstenaar Jan Weissenbruch in het Rijksmuseum in Amsterdam. Het is geschilderd omstreeks 1868 - 1870.

## Voorstelling
Het schilderij toont een van de stadspoorten van de Zuid-Hollandse stad Leerdam. Het vermoeden is dat hier de werkelijke situatie geschilderd is door Weissenbruch, doordat het werk zeer gedetailleerd is. Opvallend gegeven is de stadspoort. Op het schilderij is de voorkant van de stadspoort zichtbaar. Weissenbruch heeft blijkbaar gekozen om de voorkant af te beelden, omdat deze mooier was dan de achterkant. Ook is de stadspoort breder afgebeeld dan deze in werkelijkheid was.
Op straat liggen diverse waterplassen, terwijl de lucht helder blauw is en de zon schijnt. Vermoedelijk heeft het vlak daarvoor geregend.
Jan Weissenbruch kreeg kort na voltooiing kritiek op dit werk door een buurtbewoner. Een buurtbewoner had via een lokale krant zich beklaagt over de manier waarop Leerdam afgeschilderd werd. Door de onder andere de loslopende kippen en onverharde weg werd volgers de klager een armoedig beeld van stad geschilderd.